# 指月 (山城国)

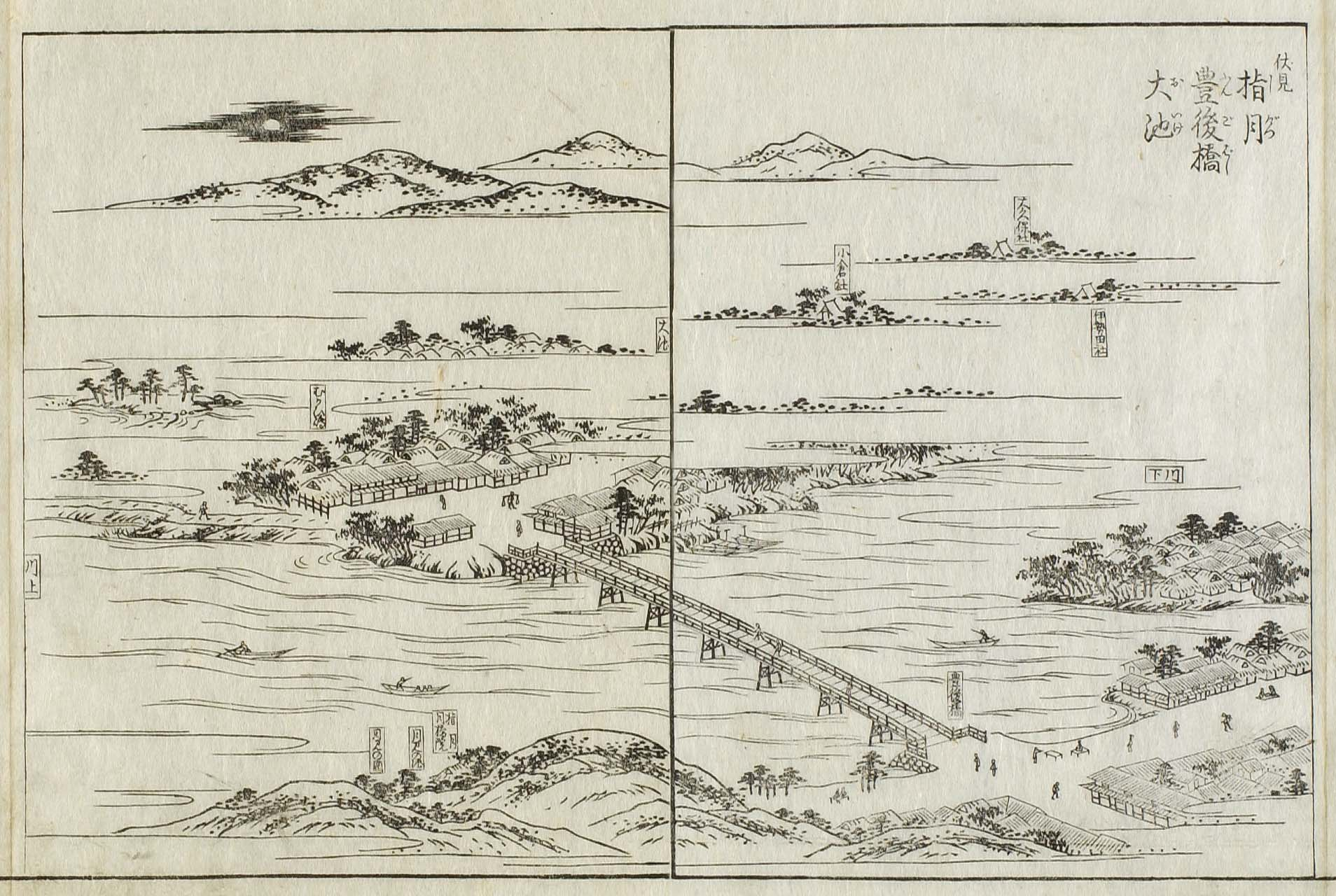
指月と豊後橋と巨椋池『都名所図会』（1780年）

指月（しげつ）は、京都府（山城国）にあった巨椋池の北岸、木幡山（現在の桃山丘陵）南麓の観月の名所。指月の森。

## 概要
現在の桃山丘陵の南麓に位置する京都府京都市伏見区桃山町泰長老の光明、崇光両天皇陵の周辺は、かつて指月と呼ばれ、南に巨椋池を一望する風光明媚な地で平安時代より観月の名所として知られる。「指月」は、空の月、川の月、池の月、盃の月の「4つの月」の意味とされ、貴族の別荘や宮家の御所として栄えた。

### 伏見山荘
平安後期の“伏見長者”と称された橘俊綱は、宇治・平等院を開創した父・藤原頼通にならい、「臥見亭」「臥見別業」などと称された伏見山荘を築き、連日のように仲間の公家たちを招き、指月の森や巨椋池の風光明媚な様を愛で、詩歌管弦に耽ったり、酒を楽しんだりしたと云われている。俊綱没後に、伏見山荘は白河上皇に寄進される。

### 伏見殿御領
伏見山荘が後白河上皇に伝承された際、上皇はここに壮麗な伏見殿（船津御所、伏見離宮）を造営する。さらに、崇光院がこの伏見殿御領を栄仁親王代々の相伝地とし伏見宮家を創設する。それ以後、伏見宮家は伏見殿と称し、指月の伏見殿を上御所、巨椋池の船着場である南浜付近に建てた舟戸御所を下御所とする伏見御所は繁栄を極めたと云う。しかし、室町期の動乱、戦国期の争乱を経て、伏見殿は荒廃の一途を辿っていく。

### 指月伏見城
豊臣秀吉が関白の位を豊臣秀次に譲った際に隠居屋敷を築いたのもこの地である。
隠居用の屋敷が秀吉の本城（指月伏見城）へと意図を変えると、秀吉は宇治川の流路を巨椋池と分離して城下に導き外濠とするとともに対岸の向島との間に豊後橋を掛け、従来は深草の墨染から木幡山の北側の八科峠を六地蔵へ抜け宇治橋を経由していた奈良街道をこの治水工事で築いた太閤堤の上に付け替える。この豊後橋は鳥羽・伏見の戦いで焼け落ちるが、明治6年（1873年）に再建されて観月橋と改名、これが現在の国道24号のルートとなっている。

### 泰長老屋敷
慶長伏見地震で指月伏見城が倒壊し木幡山に伏見城が建て直されると、この一帯には大名屋敷が整備される。現在の泰長老という地名は、秀吉や徳川家康の顧問・外交僧的役割を務めた西笑承兌の屋敷があった事に因む。

## 指月山月橋院
曹洞宗の寺院。背後に指月の森が広がる。
- 所在地 - 京都府京都市伏見区桃山町泰長老120

## 交通アクセス
- JR西日本・奈良線 - 桃山駅
- 京阪電気鉄道・宇治線 - 観月橋駅